# Бірла Мандір (Джайпур)
26°53′32″ пн. ш. 75°48′56″ сх. д. / 26.8921609° пн. ш. 75.8155296° сх. д.
Бірла Мандір, Джайпур (храм Лакшмі Нараян) — індуїстський храм, розташований у Джайпурі, Індія і є одним із багатьох мандірів Бірла. Він був побудований фондом BM Birla в 1988 році і виготовлений виключно з білого мармуру. Він присвячений індуїстській богині Лакшмі та богу Вішну (Нараяну), чиї зображення з'являються всередині, разом з іншими індуїстськими богами та богинями та вибраними з Гіти та Упанішад. У храмі відзначають такі свята, як Дівалі та Джанамаштамі. Храм відкритий щодня з 8:00 до 12:00, а також з 16:00 до 20:00. Він розташований у районі Тілак Нагар у Джайпурі поблизу пагорба Моті Дунгарі.

## Історія
Традиція свідчить, що Махараджа продав сім'ї Бірла землю під храм за одну рупію. Будівництво почалося в 1977 році під керівництвом Раманауджа Даса та Ганшіама Бірли. Відкрито 22 лютого 1988 року.

## Архітектура
Храм виконано з білого мармуру. Є чотири окремі частини храму: святилище, вежа, головний зал і вхід. Він має три вежі, які відсилають до трьох основних релігій Індії, а також вітражі, що зображують традиційні індуїстські історії. Мармурові скульптури також посилаються на індуїстську міфологію. Усередині представлені індуїстські божества, зокрема Лакшмі, Нараян і Ганеша, а також такі фігури, як Христос, Діва Марія, Святий Петро, Будда, Конфуцій і Сократ на зовнішніх стінах. Статуї його засновників — Рукмані Деві Бірли та Браджа Мохана Бірли — лежать на відкритому повітрі в критих павільйонах, зверненими до храму з руками, складеними в намаскара мудрі. Його архітектурний стиль вважається сучасним. Він був побудований на піднятій платформі, яка піднімає його до горизонту Джайпуру; вночі воно покривається світлом. Окрім самого храму, на території є сади та невелика сувенірна крамниця. Нижче храму розташовані Музей сім'ї Б. М. Бірла та Шрі та Смт. Галерея Г. П. Бірла; обидва містять фотографії будівництва храму та філантропічних внесків родини Бірла, а також скарби, що належали родині Бірла.

## Галерея

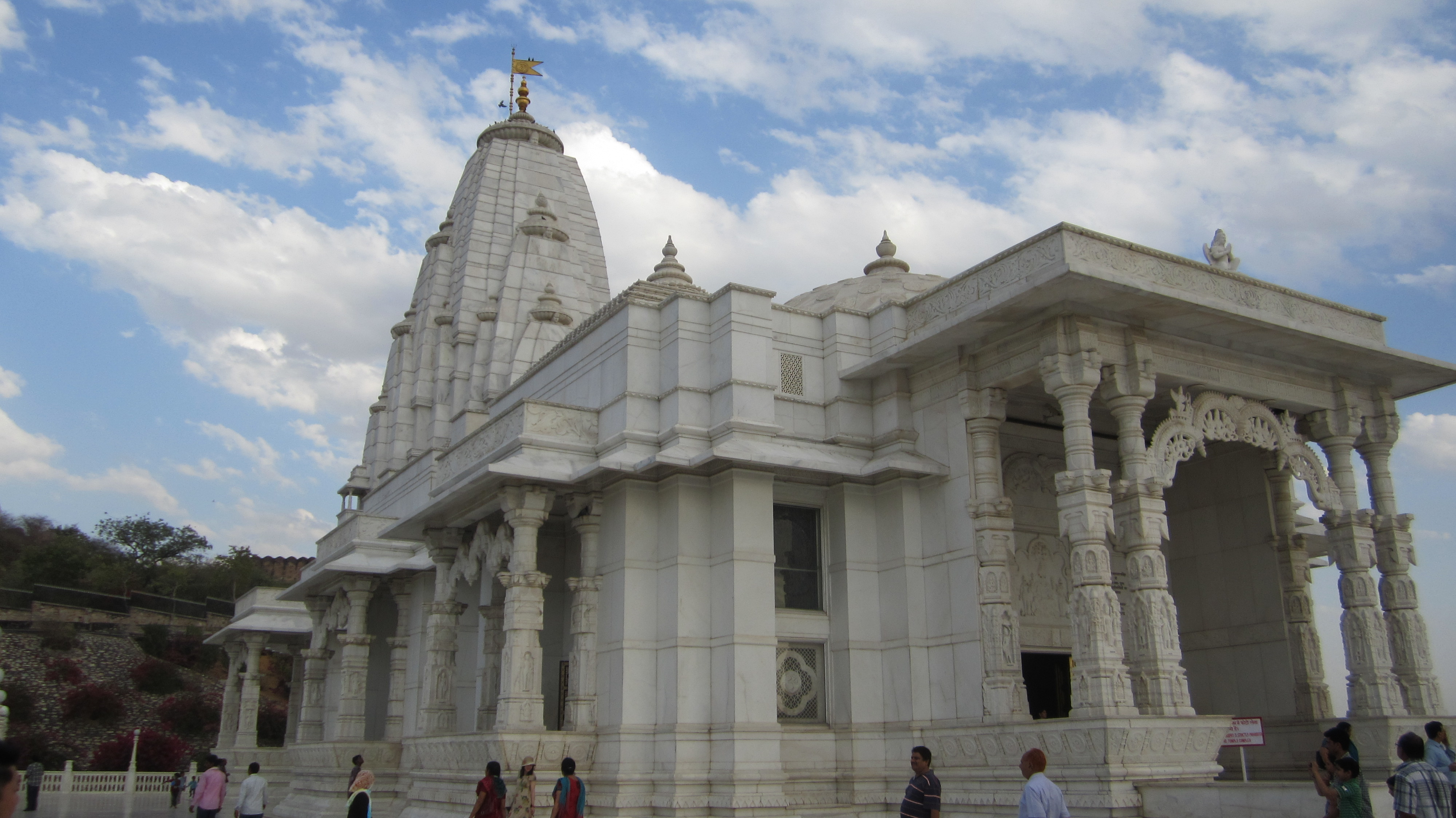
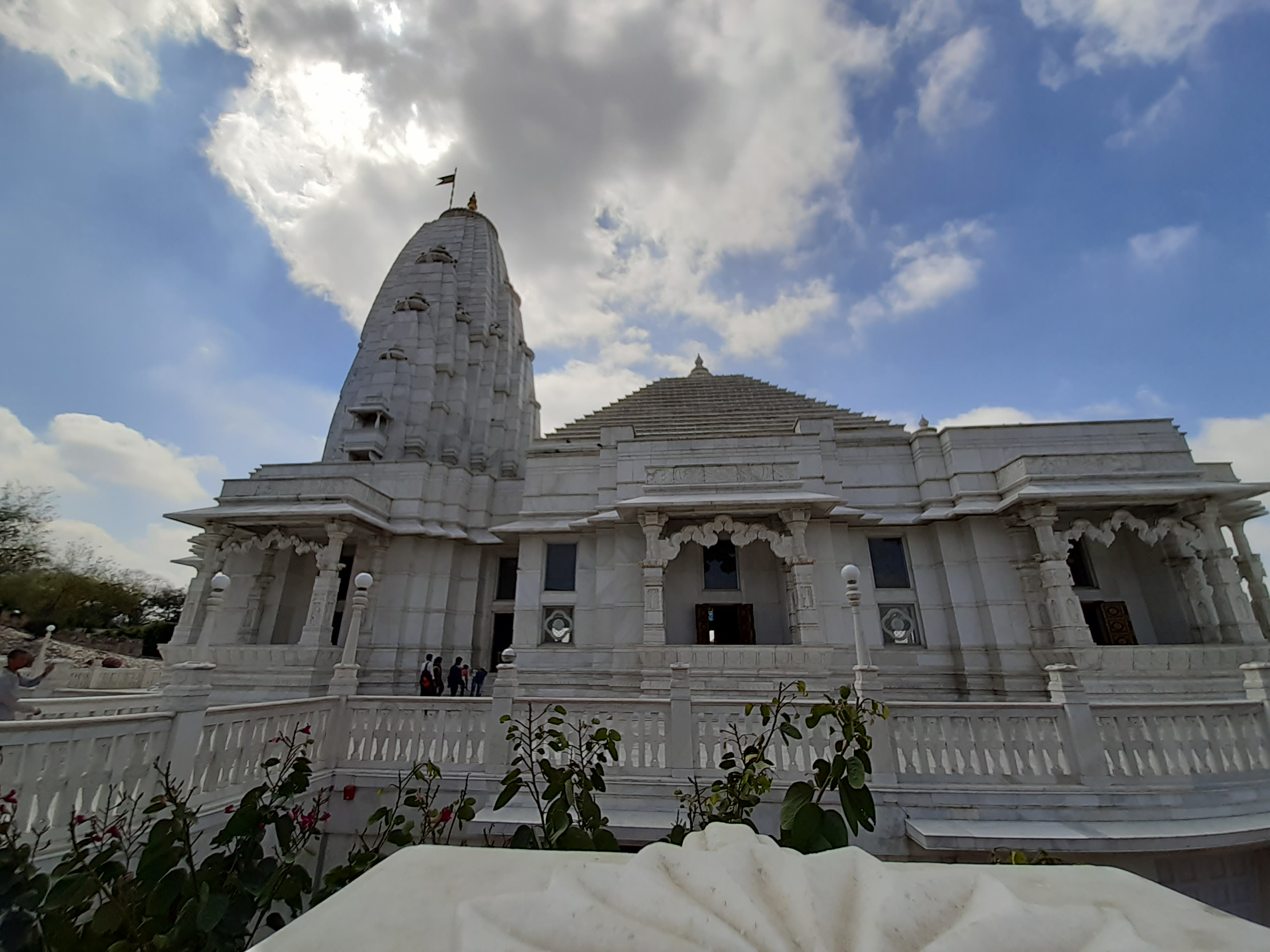
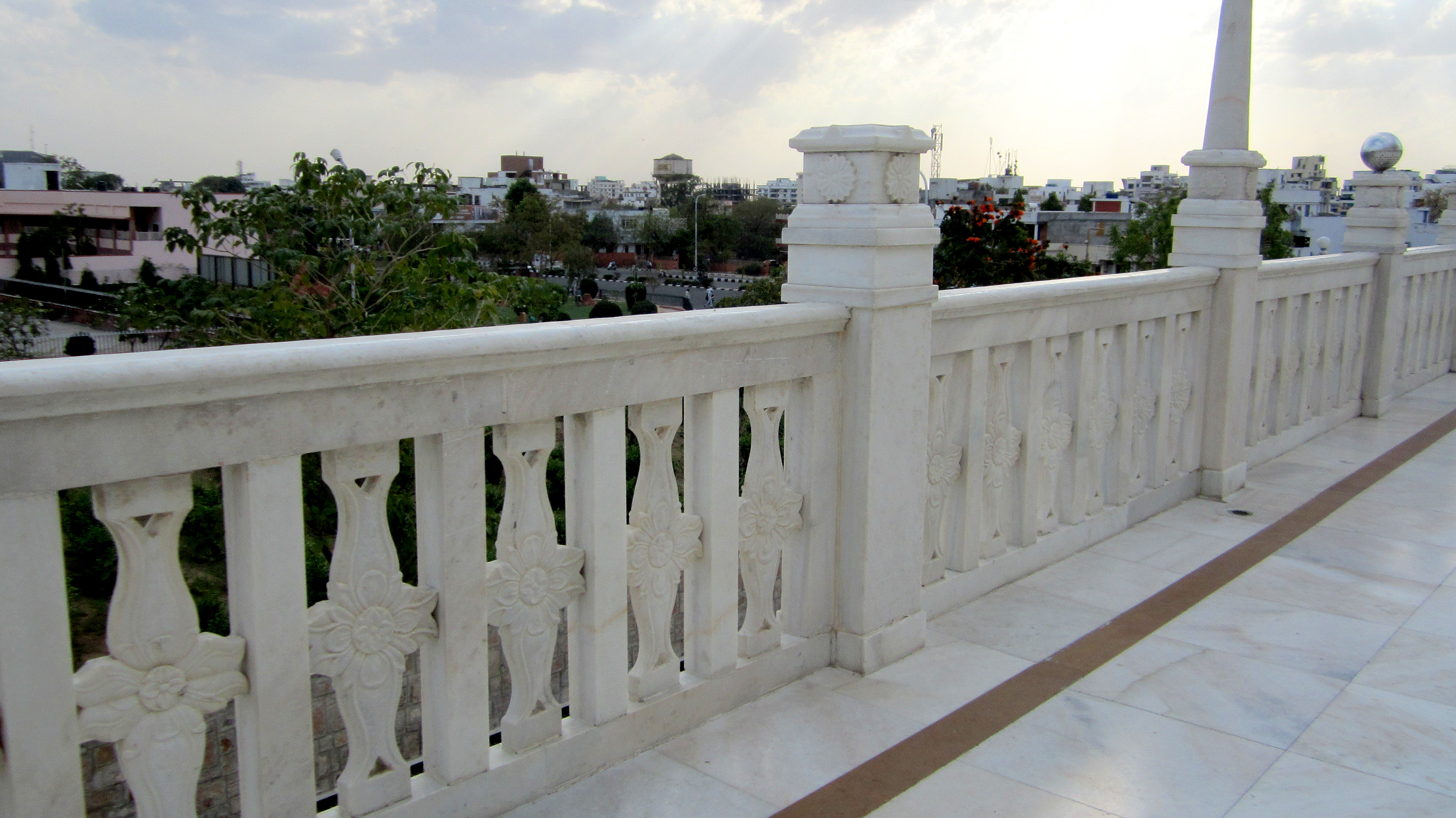
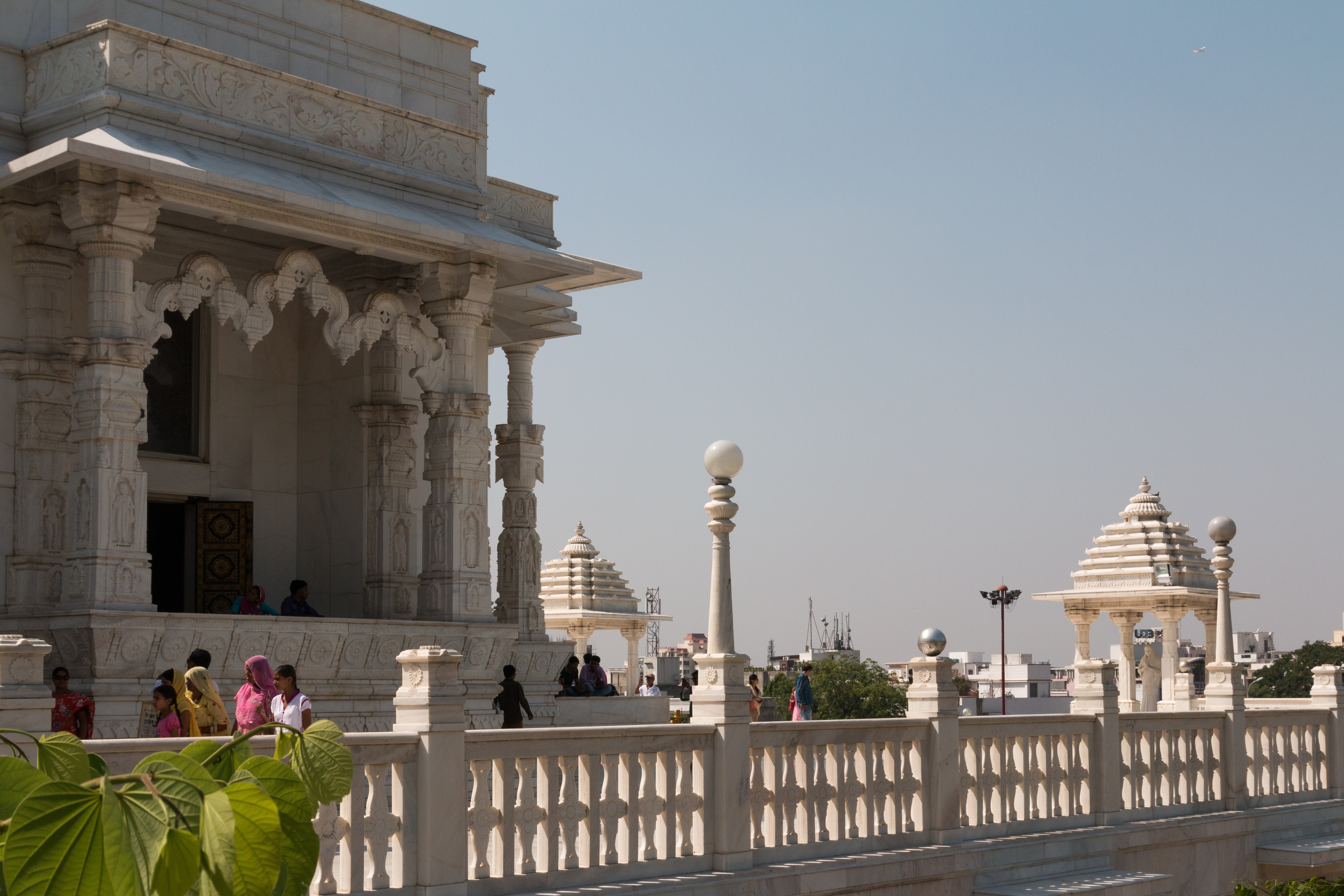
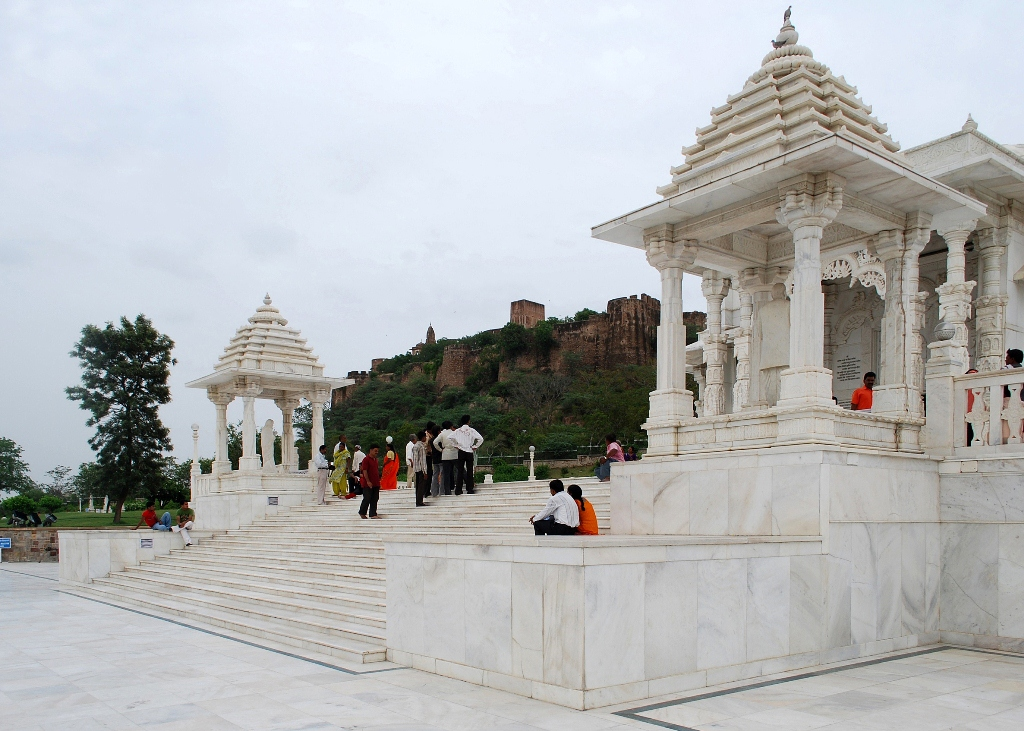
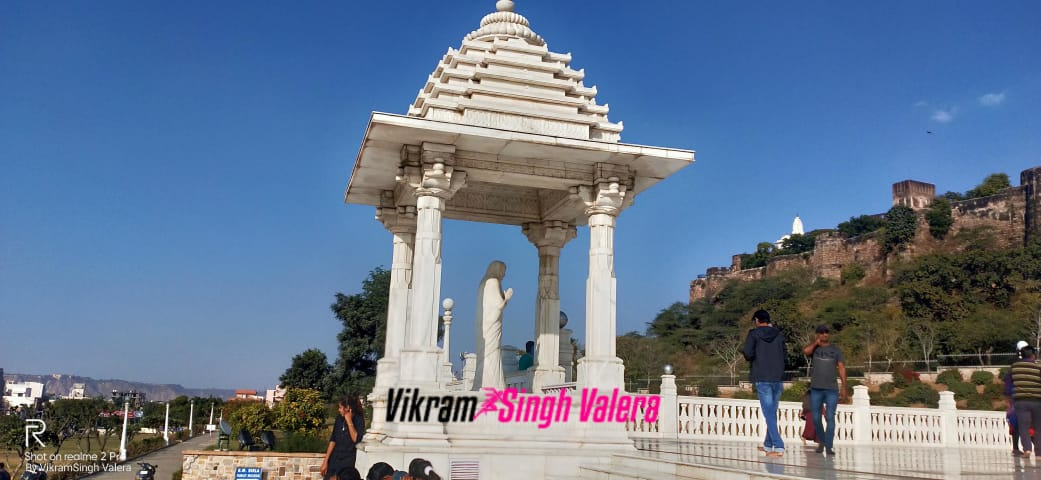

</photo> 
</rhea>
</display>
</word>